# Gilbert Rouvière
Pour les articles homonymes, voir Rouvière.
 (mars 2010).
Si vous disposez d'ouvrages ou d'articles de référence ou si vous connaissez des sites web de qualité traitant du thème abordé ici, merci de compléter l'article en donnant les références utiles à sa vérifiabilité et en les liant à la section « Notes et références ».
'Gilbert Rouviere,' né en 1958 à Alès en France, est metteur en scène et directeur de la compagnie Zinc Théâtre. Il a à son actif plus de cinquante mises en scène.

## Biographie
Son travail touche essentiellement le théâtre, mais il a aussi mis en scène plusieurs opéras. Ses mises en scène sont présentées essentiellement en France. Il travaille très régulièrement au Pérou, depuis 2001, après avoir mis en scène des spectacles, au Népal et au Cambodge.
Son travail  met en scène aussi bien des auteurs contemporains (Rémi De Vos, Lionnel Astier, Christine Angot, Alina Reyes, Valletti, Lemahieu, Nélson Rodríguez, etc.) que les classiques (Molière, Marivaux, Shakespeare, Edmond Rostand, etc.). Il passe tour à tour de grandes formes (Mon Royaume pour un Canal, 100 personnes sur scène), à de petites (Le conte de moi-même, parcours intime pour un spectateur).
Directeur du Zinc Théâtre, compagnie implantée en Languedoc-Roussillon, il a fait de la compagnie une des plus importantes du Sud de la France.
Il a également réalisé pour la télévision, écrit et joué au théâtre et au cinéma. 

## Au théâtre
2021 
- Señor Armand, Alias Garrincha[2],[3]de Serge Valletti. Allianzas Francesas de Lima (Pérou), Buenos Aires y Montevideo.

2019 
- No Hay que pagar [4]de Dario Fo. Centro Cultural de la Universidad del Pacifico. Lima (Pérou).

2018 
- La Nuit des Camisards de Lionnel Astier. Septième édition. Agglomération d’Alès.

2017 
- Las Cuatro Gemelas de Copi. Centro Cultural de la Universidad del Pacifico. Lima (Pérou).
- La Nuit des Camisards de Lionnel Astier. Sixiéme édition. Agglomération d’Alès.

2016 
- Kamasutra (écriture et mise en scène)[5]. Centro Cultural de la Universidad del Pacifico. Lima (Pérou).
- La Nuit des Camisards de Lionnel Astier. Cinquième édition. Agglomération d’Alès.

2015 
- Les nuits du Ricateau[6]. Festival de solo / Ville d’Alès

2014 
- La Nuit des Camisards de Lionnel Astier. Quatrième édition. Agglomération d’Alès. Tournée Belgique.

2013 
- L’impromptu de Versailles de Molière et Manifeste pour une Université Populaire du Théâtre de Jean-Claude Idée. Ecole Nationale Supérieure d’Art Dramatique de Montpellier [7]
- La Nuit des Camisards de Lionnel Astier. Troisième Edition. Agglomération d’Alès.

2012 
- Proyeccion Privada [8]de Rémi De Vos. Centro Cultural de la catolica de Miraflores. Mise en scène et traduction.
- Hommage à Jean Vilar, Ville de Sète / IDSCENES
- L’histoire des Camisards. Ville d’Alès / IDSCENES. Mapping.

2011 
- La Sirène du Barcares. Mapping pour la société IDSCENES[9]

2010
- Intendance saison1 de Rémi De Vos, Théâtre de Carcassonne
- Pourquoi j'ai jeté ma grand-mère dans le Vieux Port [10]de Serge Valetti (re-création) . Théâtre National de la Criée. (Marseille)

2009
- Occidente de Rémi De Vos, Alliance française de Lima. Alliance française de Quito et de Guayaquil (Équateur), de Bogota et de Medellin
- La nuit des Camisards de Lionnel Astier, deuxième édition, Saint Jean-du-Gard, coproduction Le Cratère – Scène nationale d’Alès.

2008
- La nuit des Camisards de Lionnel Astier, Saint Jean-du-Gard, coproduction Le Cratère – Scène nationale d’Alès

2007
- De Noche justo ante de los bosques de Bernard Marie Koltès
- La nuit juste avant les forêts, traduction et mise en scène, Institut nord-américain de la Culture de Miraflores – Lima (Pérou)
- Un Chapeau de Paille d’Italie de E. Labiche, coproduction Scène nationale de Narbonne, Scène nationale de Sète[11], Scène nationale d’Alès, Scène nationale d’Angoulême, La Criée, CDN Marseille, Saintes

2004-2006
- Le Mariage de Figaro de Beaumarchais, coproduction Théâtre des treize vents – CDN de Montpellier, Théâtre de Béziers, Scène nationale de Sète, Centre Dramatique Régional de Colmar, Scène nationale du Creusot, Scène nationale de Valenciennes, Scène nationale de Niort, Scène conventionnée de Saintes et en France

2003
- Vestido de luces de Lionnel Astier (version française)- Théâtre de Béziers - Scène Nationale d’Alès et tournée en régions
- Vestido de luces de Lionnel Astier (version espagnole)– Teatro Segura – Lima
- La Belle éveillée de Jean-Louis Bauer, théâtre de Béziers

2002
- La fabrica de sueños de Gilbert Rouvière, centre de los Artes Escenicas – Lima

2001
- Don Juan de Molière, coproduction Théâtre de Béziers et Théâtre de Nîmes, Centre dramatique de Colmar, Scène nationale d’Amiens et en France.

2000
- Le Conte de moi-même d’Alina Reyes - Béziers
- Pourquoi j’ai jeté ma grand-mère dans le Vieux-Port de Serge Valletti – Béziers et tournée en France, 97 représentations (Béziers, Alès, Nîmes, Avignon, Montpellier, Narbonne, Carcassonne, Perpignan, Marseille, etc.)

1999
- Les Veaux de Ville de Daniel Lemahieu, coproduction Théâtre de Nîmes et Printemps des Comédiens, Théâtre de Béziers.
- 2000 Actions courtes en Noir et Blanc de Daniel Lemahieu, coproduction Théâtre de Nîmes et Printemps des Comédiens, Théâtre de Béziers

1998-2000	
- Mon Royaume pour un Canal de Guy Vassal – Béziers (50 000 spectateurs)

1997
- Les Sept Petits Chats de Nelson Rodrigues, coproduction, Scène nationale d’Alès, Crypte des Franciscains.

1996
- Les quatre jumelles de Copi
- Mourir d’après Hamlet de Shakespeare
- Rêver peut-être... de Chistine Angot – Béziers, 45 représentations à la Crypte des Franciscains et tournée en région.

1995
- S.A.D.S. de Gilbert Rouvière – Le Chai du Terral / Crypte des Franciscains
- L’Argent de Serge Valletti, coproduction Théâtre de Rungis - Théâtre de Béziers

1994
- Conseil Municipal de Serge Valletti – Théâtre de Béziers et tournée en région
- Pauvres citrons de Gilbert Rouvière – Béziers, Crypte des Franciscains
- Les Dessous du Paradis d’Yves Rouquette – Théâtre de Béziers

1993
- Les Acteurs de Bonne Foi de Marivaux – Théâtre de Béziers, CDN de Gennevilliers

1992
- La Dispute de Marivaux – CDN de Gennevilliers, Printemps des Comédiens

1990-1991
- L’impromptu de Versailles de Molière
- Les Précieuses Ridicules de Molière – Béziers, CDN de Gennevilliers, Afrique du Nord, Afrique de l’Ouest

1989
- Coup de Sang d’Éric Didry, Sophie Mériem et Gilbert Rouvière –  Théâtre de la Bastille et tournée en France

1988
- Africa/Pôle/Express d’Hervé Royer – Alès / Festival du jeune Théâtre

1987
- Orphée/Destival/87 de Gilbert Rouvière – Alès / Festival du jeune Théâtre

1986
- Cymbeline de Shakespeare (adaptation de Gervais Robin) – Théâtre Gérard Philipe Saint Denis CDN, Théâtre des Treize Vents, CDN de Montpellier

1985
- Le Concile d’Amour d’Oscar Panizza – Paris. Théâtre du Quai de la Gare. Théâtre d’Alès
- Baal de Bertolt Brecht, mise en scène Robert Cantarella, Théâtre du Quai de la Gare